# Baia e Latina
Baia e Latina è un comune italiano di 1 977 abitanti della provincia di Caserta in Campania.

## Geografia fisica
Il municipio si trova nella località denominata Baia, Latina è un'ex frazione ormai facente parte del centro abitato; dunque non è un comune sparso.
- Classificazione climatica: zona D, 1289 GR/G

## Storia

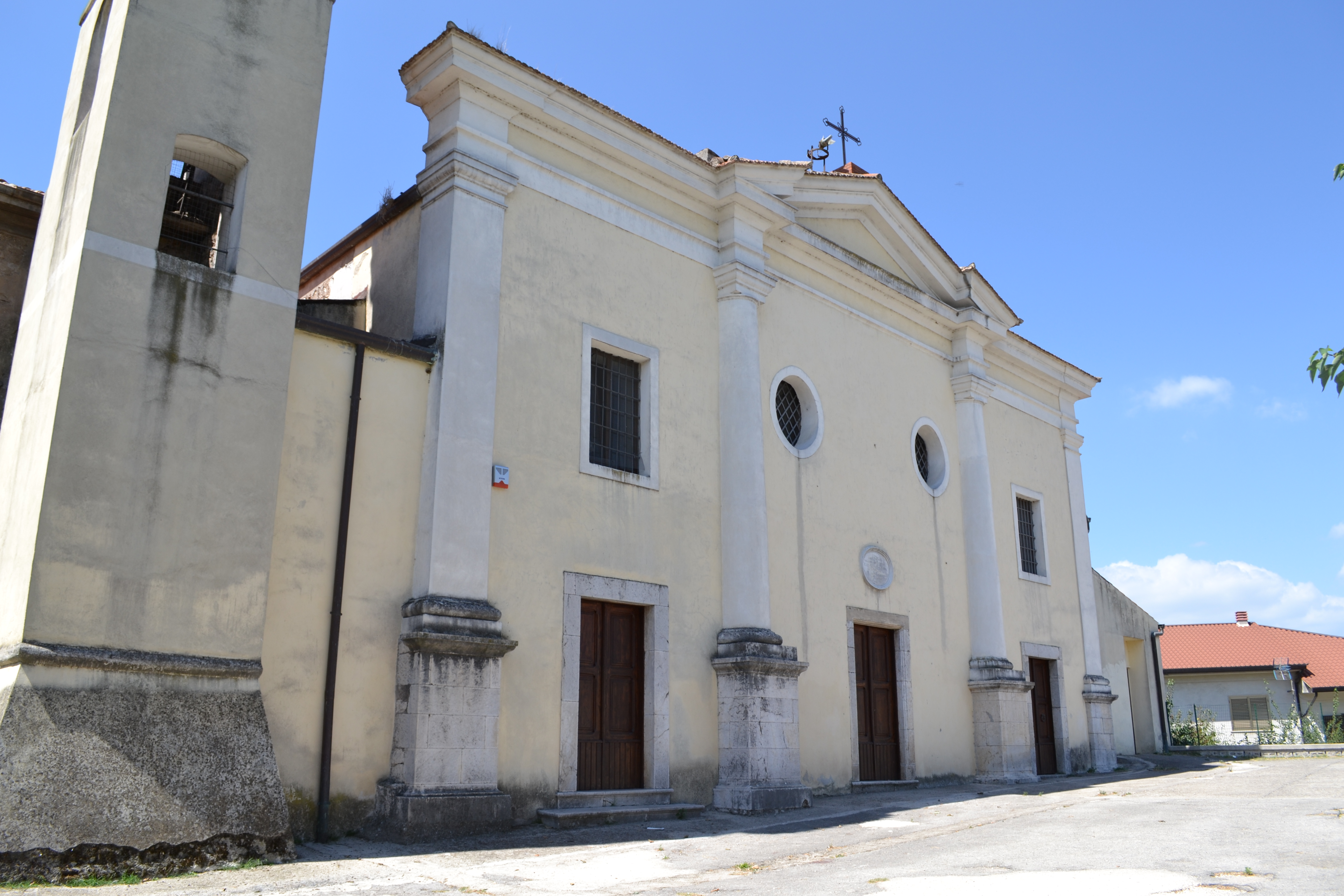
Chiesa di San Vito Martire

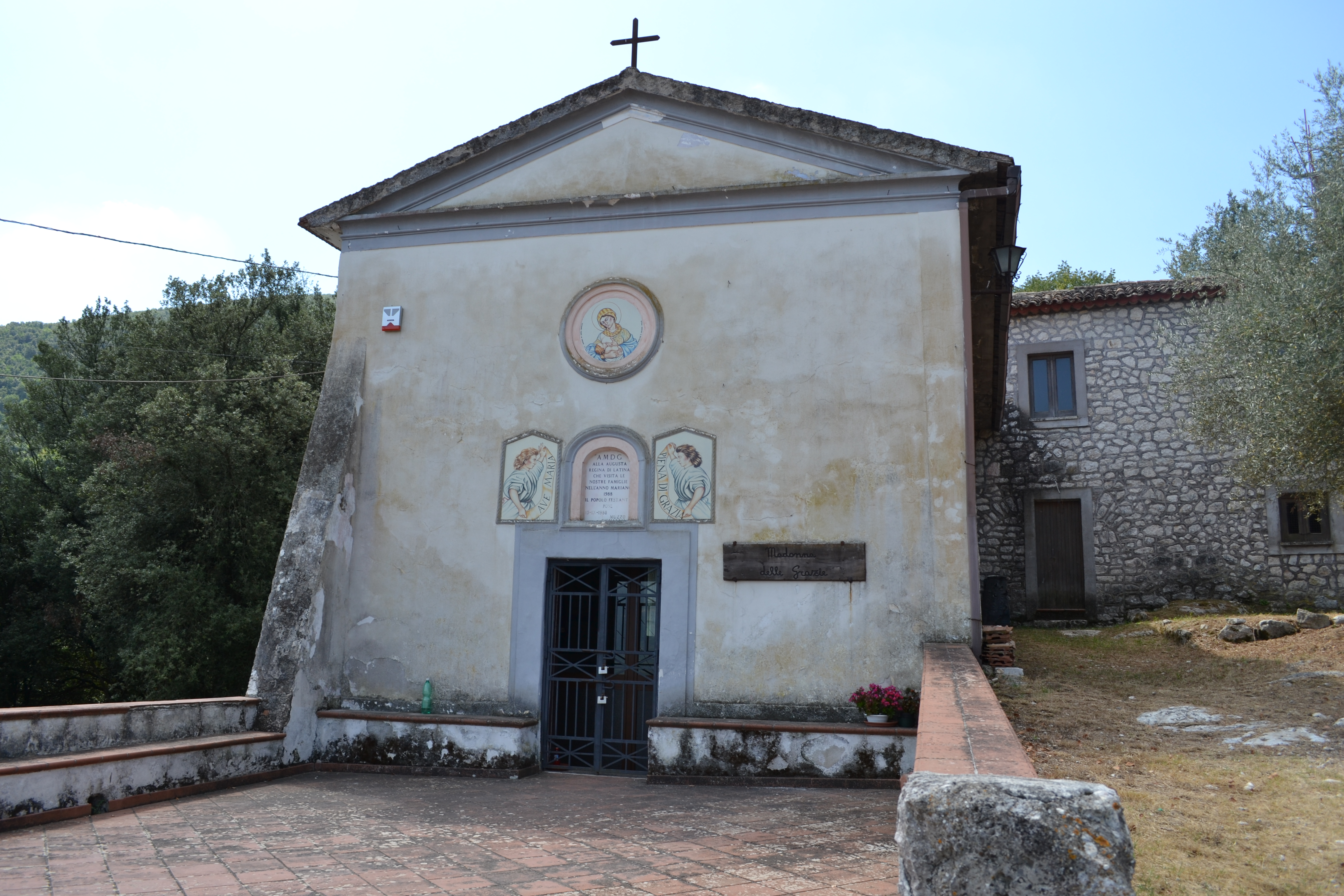
Chiesa della Madonna delle Grazie

I due borghi di Baia e Latina formano un unico comune anche se per secoli sono stati separati. Il nome di Baia deriverebbe da vaiarulo (baiardo) che anticamente si pronunziava "vaìa". Latina deriva invece da Tina, parola alla quale nel corso del tempo è stato aggiunto l'articolo ('a Tina) formando così la parola Latina. Nello stemma comunale sono raffigurate due "L L", trovate scolpite decenni addietro su una lapide mutila e che, alcuni pensano, ricondurrebbero ad una Latina Legio, una legione romana accampata sul posto.
La prima citazione documentale avviene nell'anno 979 in una bolla imperiale. Baia nel XIV secolo fu feudo degli Origlia e passò poi ai Marzano. Nel 1532 fu data al vescovo di Aversa al quale subentrò la famiglia Sanniti Zona. Per quanto riguarda "La Tina" le notizie sono più scarse: nel XVIII secolo era ancora cinta dalle mura medievali.
L'origine del "comune riunito" di Baia e Latina risale al periodo di dominazione francese (1806-14) quando – con la legge 4 maggio 1811 – avviene la riunione dei due borghi che solo pochi anni prima – legge di riforma del 1806 – risultavano ancora separati. Con la legge del 1811 il comune di Baia e Latina fu inserito nel circondario di Formicola: ciò provocò la protesta del sindaco e dei cittadini a causa della totale assenza di strade e di collegamenti per raggiungere il capoluogo di circondario. Dopo anni di proteste il sovrano Ferdinando II delle Due Sicilie stabilì con decreto del 6 giugno 1832 il passaggio al circondario di Pietramelara. Frattanto nel 1858 i cittadini di Latina chiedono ufficialmente la separazione da Baia perché quest'ultimo "dispotizza sulle rendite comunali senza avere affatto cura degli interessi del comune aggregato". Dopo un controverso iter burocratico, la richiesta di separazione viene respinta anche se le autorità circondariali approvano una "proposta di conciliazione" al fine di stabilire pari attenzioni, doveri e diritti ai due borghi.
Durante la seconda guerra mondiale Baia ospitò il locale comando tedesco in palazzo Borelli mentre l'ospedale da campo fu allestito a Latina in palazzo Pieretti. Il 19 ottobre 1943 l'aviazione americana bombardò i due paesi che risultarono in gran parte distrutti. Fu fra l'altro rasa al suolo la chiesa parrocchiale di Santo Stefano che i tedeschi avevano trasformata in deposito di munizioni. Nello stesso giorno l'esercito statunitense riuscì ad entrare a Latina; gli americani ci misero tre giorni per riuscire ad entrare a Baia (distante soli 4 km) che era rimasta ancora saldamente presidiata dai tedeschi.

## Monumenti e luoghi d'interesse
- Chiesa di San Vito martire: di origine settecentesca, ha subito negli anni numerosi restauri che ne hanno progressivamente snaturato l'aspetto originario.
- Chiesa di Santo Stefano: la chiesa è di struttura moderna realizzata alla fine del 1900.[9]

- Palazzo Scotti
- Chiesa della Madonna delle Grazie
- Chiesa di San Lorenzo

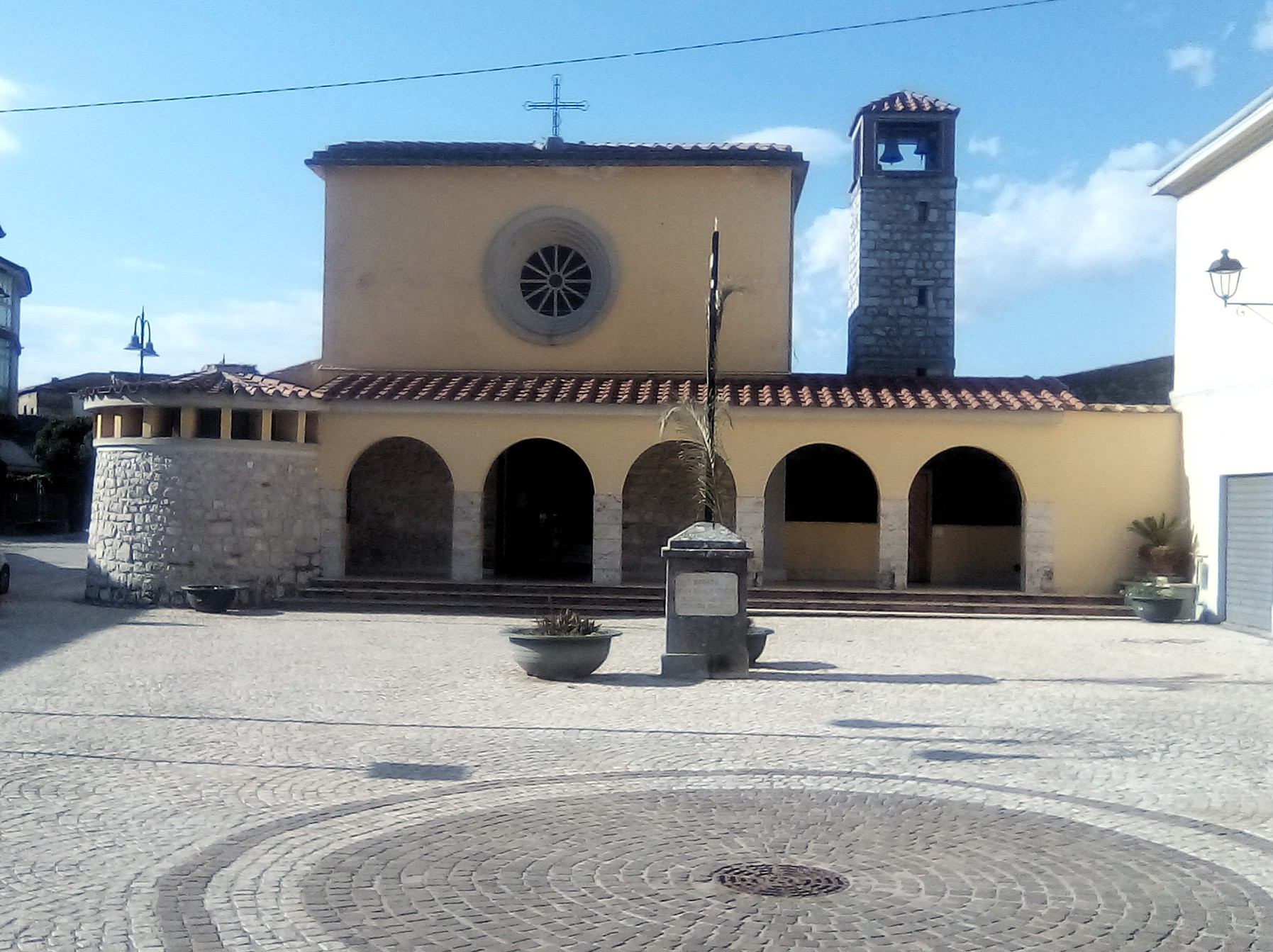
Chiesa di Santo Stefano

- Chiesa dell'Annunziata: la chiesa affaccia sulla SP n.289 ed è facilmente riconoscibile dalla monumentale scalinata d’accesso e dall’aspetto, solo apparentemente, semplice.[10]
- Chiesa di Santa Maria Assunta
- Ponte dell'Inferno (o dell'Oloferne) Ponte romano della Via latina, sul fiume Volturno
- Borgo medioevale con castello e torri normanne

## Economia
L'economia si basa sull'agricoltura (cereali, foraggi, ortaggi, uva), sull'allevamento (in prevalenza bovini e bufale) con produzione di latte e derivati. Nella zona si producono i vini Terre del Volturno nella varietà bianco, rosso e rosato.

## Società

### Evoluzione demografica
Abitanti censiti

- Etnie e minoranze straniere

Secondo i dati ISTAT al 31 dicembre 2023 la popolazione straniera residente era di 99 persone. Le nazionalità maggiormente rappresentate sul totale della popolazione residente erano:
1. India 59
2. Romania 20
3. Marocco 11

## Amministrazione
| Periodo        | Periodo          | Primo cittadino      | Partito                      | Carica  | Note   |
| -------------- | ---------------- | -------------------- | ---------------------------- | ------- | ------ |
| 23 aprile 1995 | 19 febbraio 1997 | Michele Santoro      | Lista civica di centrodestra | Sindaco | [ 15 ] |
| 27 aprile 1997 | 13 maggio 2001   | Pietro Gianfrancesco | Lista civica                 | Sindaco | [ 15 ] |
| 13 maggio 2001 | 29 maggio 2006   | Gabriele Di Cerbo    | Lista civica                 | Sindaco | [ 15 ] |
| 29 maggio 2006 | 16 maggio 2011   | Gabriele Di Cerbo    | Lista civica                 | Sindaco | [ 15 ] |
| 16 maggio 2011 | 5 giugno 2016    | Michele Santoro      | Uniti per Baia e Latina      | Sindaco | [ 15 ] |
| 5 giugno 2016  | in carica        | Giuseppe Di Cerbo    | Baia e Latina rinasce        | Sindaco | [ 15 ] |